# ناصر منظوری

ناصر منظوری نویسنده و زبان‌شناس و کارآفرین ایرانی است. در سال ۱۳۳۲ در بخش کوله بوز واقع در جنوب غربی میانه در آذربایجان شرقی در یک خانواده روشنفکر و بزرگ طایفه به دنیا آمده‌است. از این رو، هم با فرهنگ مردم قرابت نزدیک داشته و هم آشنا با شرایط علمی و فکری جهان بزرگ شده‌است. در چهار سالگی از زادگاه خود کوچ می‌کند، کوچی که بی‌بازگشت هم نیست. این کوچ و بازگشت‌های مکرر بیست و چند سال طول می‌کشد. دوران تحصیل او در چنین شرایطی و در کنار فرهنگ‌ها و اقوام مختلف سپری شده‌است.
ناصر منظوری با اعتقاد بر خلاقیت ویژه تولیدات زبانی از یک سو، و از دیگر سو به دلیل هدر رفتن انرژی بیش از حد در دور باطل‌های تحصیلی دیگر اعتقادی بر آکادمیک شدن این خلاقیت‌ها ندارد. در سال ۱۳۹۷ با تأسیس شرکت ایده شناخت‌افزار اقدام به طراحی و تولید مدل‌های ساختارهای زبانی و مفهومی نمود. حاصل این کار تا کنون ثبت یک اختراع و یک طرح صنعتی بوده است. 
از سال ۱۳۵۹ به این سو در شهر تهران ساکن شده، متأهل و دارای دو فرزند پسر است.

## فعالیت ادبی
حیطه کاری ناصر منظوری در دو بخش عمده متمرکز شده: ۱. نوشتن رمان، ۲. کارهای تئوریک و تحقیقی در زبان.
تمرکز اصلی و اساسی فعالیت ادبی و نیز فعالیت‌های تئوریک او بر روی ساختارهای جبری مفاهیم و نیز تفکر اسطوره‌ای است. او آثار خود را در سه زبان ترکی، فارسی و انگلیسی می‌نویسد.

### آثار ادبی (به زبان ترکی)
1. سون ناغیل سون افسانه (آخرین قصه آخرین افسانه) ۱۳۶۹ (در ژانرِ سیجیر نوشته شده، ژانری که نسبت به شعر و نثر، ژانر مادر به حساب می‌آید)
2. قاراچوخا (۱۳۷۳، رمان)[۲]
3. هپیریم-هوپوروم (۱۳۸۳) (سیجیر سطح دو برای کودکان)
4. جیرتدان (۱۳۸۳) (سیجیر سطح سه برای کودکان)
5. آواوا (۱۳۸۴) رمان[۳]
6. اویونوم-اویونوم (۱۴۰۲) رمان[۴]

### آثار تئوریک
1. نظام چهار بعدی زبان (۱۳۸۱) تئوریک
2. Deterministically Structuring Concepts (۱۳۸۲)
3. زبان و تفکر اسطوره ای (مقاله صد صفحه‌ای چاپ شده در شماره مخصوص مجله دیلماج، ۳۴، ۱۳۸۶)
4. کتیبه‌های شفاهی (۱) آشوبی شدگی در شعر شهریار-۱ (۱۳۸۸) (آشوبی شدگی در شعرهای فارسی شهریار)
5. کتیبه‌های شفاهی (۲) آشوبی شدگی در شعر شهریار-۲ (۱۳۸۸) (آشوبی شدگی در شعر ترکی شهریار)
6. کتیبه‌های شفاهی (۴) زایش ادبیات (۱۳۸۹)
7. کتیبه‌های شفاهی (۵) مفهوم صدا (زبانی درون زبان) (۱۳۹۰)
8. کتیبه‌های شفاهی (۶) ساختار مفهومی فعل در زبان ترکی (۱۳۹۱)
9. کتیبه‌های شفاهی (۷) نظام فراجمله‌ای در زبان ترکی (۱۳۹۱)
10. کتیبه‌های شفاهی (۸) ۴ بای، ۴ فصل (۱۳۹۳)
11. کتیبه‌های شفاهی (۹) اساطیر یونانی در سیاه چالهٔ زبان-فکر (۱۳۹۴)
12. کتیبه‌های شفاهی (۱۰) مفهوم «مؤنث» در زبان-فکر (۱۳۹۴)
13. کتیبه‌های شفاهی (۱۱) آذ (۱۳۹۵)
14. کتیبه‌های شفاهی (۱۲ و ۱۳) فعل‌لیک: مرجع سیستم فعل در ترکی (۱۴۰۲)

## فعالیت کارآفرینی

### اختراع
دستگاه شناخت‌افزاری مودولار برای صرف و تحلیل ساختار فعل (برای زبان‌های انگلیسی، عربی، فارسی، ترکی)، شماره ثبت ۱۰۰۳۸۵ به‌تاریخ ۱۳۹۸/۱۱/۲۸

### طرح صنعتی
اسباب‌بازی آموزشی و فکری (کیوبیک و پنجره‌ای کلمه‌ساز/هجاساز)، شماره ثبت ۴۴۵۱۶ به‌تاریخ ۱۴۰۰/۰۷/۱۰
شناخت‌افزارهای طراحی و تولیده شده 
آ. انگلیسی
1. دستگاه کیوبیک صرف فعل مجهول
2. دستگاه کیوبیک صرف فعل معلوم
3. دستگاه کیوبیک ترادف فعل
4. ابزار جمله‌چین (اسکن کننده‌ی جمله‌ی انگلیسی)

ب. عربی
1. دستگاه کیوبیک صرف فعل مجهول
2. دستگاه کیوبیک صرف فعل معلوم

ج. فارسی
1. دستگاه کیوبیک صرف فعل
2. کیوبیک و پنجره‌ای هجاساز/کلمه‌ساز

د. ترکی
1. دستگاه کیوبیک صرف فعل

ه. تکنیک تارهای صوتی
1. ابزارهای تمرین عمومی و تقویت تکنیکی تارهای صوتی
2. ابزارهای تمرین تکنیکی زنجیره‌ی هجایی
3. ابزارهای تمرین تکنیکی تک هجا

## اطلاعات بیش‌تر
- "Iranian Azerbaijani Literature". Exiled Ink. London: Exiled Writers Ink (10). 2008. Archived from the original on 5 March 2010. Retrieved 24 October 2010. {{cite journal}}: Italic or bold markup not allowed in: |journal= (help)
- https://web.archive.org/web/20120505173103/http://www.azyb.net/cgi-bin/ayb/main.cgi?id=15 (مجله «آذربایجان» ارگان رسمی کانون نویسندگان جمهوری آذربایجان ۱۰۸، ۹، ۲۰۰۵)
- Nasır MEnzuri’nin AVAVA ROMANI ÜZERİNE BİR İNCELEME تز پایان‌نامه کارشناسی ارشد خانم صدف آهن پنچه، ترکیه، دانشگاه جلال بایار، دانشکده علوم اجتماعی، بخش ادبیات نوین ترکی Exiled Ink (۱۰) ۲۰۰۸
- Alatoran (۱۲ & ۱۳) ۲۰۰۸ http://%5Bhttp بایگانی‌شده  در ۱۹ مه ۲۰۱۱ توسط Wayback Machinehttps://web.archive.org/web/20170826085531/http://alatoran.org/ عنوان پیوند]alatoran.org(مجله آلاتوران ارگان کانون نویسندگان آزاد جمهوری آذربایجان)
- نویسنده و دانشمند، مجله ادبیات، شماره ۲۹ (۴۸۸۴)، باکو، ۲۰۱۳
- تاریخ ادبیات عصر بیستم آذربایجان جنوبی، جلد ۲، ص. ۶۱۷، آکادمی ملی علوم آذربایجان، ۲۰۱۳
- زندگی ناصر منطوری، شخصیت ادبی و رمان قاراچوخا، نازنین ذوالفقاری، پایان‌نامه کارشناسی ارشد، ترکیه، دانشگاه إگه، دانشکده علوم اجتماعی، ادبیات دنیای ترک، ۲۰۱۳
- قرائت رمان قاراچوخا و اجتماعات تفسیری ترک آذربایجان، مسعود کوثری، شهرام زمانی سبزی، فصلنامه انجمن ایرانی، مطالعات فرهنگی و ارتباطات، سال دهم شماره ۳۶، تهران، ۱۳۹۳